# Sylvain Rivière
Pour les articles homonymes, voir Rivière (homonymie).
Sylvain Rivière est un écrivain, poète, auteur de chansons, dramaturge, conteur, nouvelliste, romancier et réalisateur québécois né le 19 octobre 1955 à Carleton-sur-Mer.
En 2011, la ville de Carleton-sur-Mer a souligné le trentième anniversaire de création littéraire de Sylvain Rivière, avec la collaboration de l'Écomusée Tracadièche, en même temps que son retour en Gaspésie qu’il habite de nouveau depuis mai 2010, à Maria, dans la baie des Chaleurs.
En 2012, il reçoit le prix Reconnaissance à la création artistique du conseil des arts et des lettres du Québec.

## Biographie
Sylvain Rivière est né à Carleton-sur-Mer (Québec, Canada). Il a obtenu une attestation en communication de l'Université Laval ainsi qu'un diplôme d'études collégiales en lettres à Rimouski.
En 1989, il fonde, aux Îles-de-la-Madeleine, le Théâtre de la Parlure. En 2002, aux Îles-de-la-Madeleine, il fonde le Festival international de conteurs Contes en Îles, accueillant annuellement une trentaine de conteurs de la Francophonie. En 2003, il coréalise un documentaire aux côtés du globe-trotter Albert Leblanc, depuis la Gaspésie jusqu’aux Jeux olympiques d’Athènes. En 2009, il réalise un documentaire sur Léandre Bergeron, intitulé Avec conviction sans espoir, pour le compte de l’ONF.

## Publications

### Romans
- La Belle Embarquée, Éditions d'Acadie, 1992.
- La Belle Embarquée, Éditions Alfil, France, 1996.
- La Belle Embarquée, Bucarest, Montréal, Libra / Éditions Humanitas, 1996.
- La belle embarquée, Éditions de la Francophonie, 2005.
- La belle embarquée, Éditions Porte-Bonheur, Montréal, 2017

### Théâtre
- L’Œuf à deux jaunes, Éditions Humanitas, 1990.
- Une langue de côtes, Éditions Humanitas, 1991.
- Le Pays dégolfé, Éditions Humanitas, 1992.
- Cœur de maquereau, Éditions Humanitas, 1993.
- Les Chairs tremblantes, Éditions Humanitas, 1994.
- Qu’a bu, boira, Éditions Humanitas, 1995.
- Une langue de côtes, réédition, Éditions Humanitas, 1995.
- Sur la tête de l’eau, Éditions Guérin littérature, 1995.
- « Le Vent portant »,  dans  Pièces de résistance en quatre services, Éditions Trois-Pistoles, 1997.
- « Il nous faudra », dans L’instinct farouche, Éditions Humanitas, 1997.
- L’Âge des marées, Éditions Humanitas, 1997.
- Le Limon des origines, Éditions Humanitas, 2000.
- Partage des eaux, partage des mots, Éditions Humanitas, 2000.

### Poèmes et chansons
- De saumure et d’eau douce, Éditions Marées basses, 1981.
- D’arboutardes en marée, Éditions Marées basses, 1982.
- Au large de l’espoir, Chau éditeur, 1985.
- Entre le verbe et le patois, Éditions Marées basses, 1986.
- La Lune dans une manche de capot, Éditions Guérin littérature, 1988.
- De visages en vies sages, Daniel Miller /  Sylvain Rivière, poésie-photos, Éditions Marées basses, 1988.
- Figues de proue, Éditions Guérin littérature, 1991.
- D’enfance et d’au-delà, Éditions du Loup de Gouttière, 1991.
- « Les vrais poètes sont rares », dans Marcel Gagnon, Vingt-quatre Heures de ma vie, Éditions Humanitas, 1991.
- Le Pays de chair-âme, Marcel Gagnon / Sylvain Rivière, poèmes-illustrations, Éditions Humanitas, 1992.
- Séparure, poésie, Écrits des forges, 1992.
- Gaspésie à venir, Éditeq, 1992.
- L’Épopée des ramées, saga musicale, Éditions Humanitas, 1993.
- Poèmes, Éditions Guérin littérature, 1993.
- Persistance, Écrits des Forges, 1994.
- « Longs-cours », dans La Gaspésie, Les Publications du Québec, 1994.
- Statornicie / Persistance, Éditions Libra / Éditions Humanitas, Bucarest / Montréal, 1994.
- Les Mangeux de morues, Marlène Devost / Sylvain Rivière, poèmes / illustrations, Éditions Guérin littérature, 1995.
- 101 Poètes au Québec, Éditions Guérin littérature, 1995.
- Mutance, Éditions d’Acadie, 1996.
- Lieux-dits, Éditions du Vermillon, 1997.
- Chanter sans avoir l’air, Éditions Humanitas, 1998.
- Migrance, Éditions Trois-Pistoles, 1998.
- La Liberté pour seul bagage, Marlène Devost / Sylvain Rivière, poèmes-illustrations, Éditions Anne Sigier, 2000.
- Outre-mer, Christian Pirot éditeur, 2000.
- Filles de buttes et de sillons, Arthure / Sylvain Rivière, poèmes-illustrations, Éditions du Flâneur, 2001.
- Jactances, Éditions Humanitas / Libra, Roumanie, 2002.
- Mémoire d’Anse, Ronald Labelle / Sylvain Rivière, poésie-photos, Lanctôt Éditeur, 2002.
- Chemins d’exils, Éditions Humanitas, 2003.
- Pays d’enfance et de patois, Ronald Labelle / Sylvain Rivière, poésie-photos, Lanctôt éditeur, 2004.
- Dérivances, Éditions Trois-Pistoles, 2005.
- Têtes de violons, Maude G.-Jomphe / Sylvain Rivière, photos-poésie, Éditions du Passage, 2005.
- De mémoire d’eau, Lanctôt Éditeur, 2005.
- Dans le lit des vents stables, Éditions Trois-Pistoles, 2006.
- « Présence », dans Marcher avec Saint-Denys Garneau, Éditions Créations Bell’Arte, 2006.
- « Échancrure », dans Pour Haïti, Martinique, Édition Desnel, 2010.
- « La Chanson la moins finie », dans compilation Yann Perreau, Boule de neige éditeur, 2010.
- Réfugiés poétiques, Éditions Trois-Pistoles, 2011
- « Dérives », dans Rencontrer ses peurs, Éditions le Dauphin Blanc, 2014
- De saumure et d’eau douce Rimouski, St-Louis Éditions, 2016
- Jachaire, Montréal, Dramaturge Éditeur, 2017

### Récits
- On peut pas tout dire, Éditions Triptyque, 1997.
- Dans le sillage des découvrances, Édition Humanitas / Éditions la Boussole, 1999.
- Une boussole à la place du cœur (entretiens), Radio-Canada Éditions Trois-Pistoles, 1999.
- Chapeau dur et cœur de pomme, Éditions Triptyque, 2000.
- Gaspésie rebelle et insoumise, Lanctôt Éditeur, 2000.
- Îles de la Madeleine, marquises et souveraines, Lanctôt éditeur, 2001.
- Prendre langue, Éditions Trois-Pistoles, 2002.
- Terre-Neuve, Pays de la morue, Lanctôt éditeur, 2002.
- L’Âme dépeuplée, Lanctôt éditeur, 2003.
- Viens voir l’Acadie, Éditions de la Francophonie, 2005.
- Contes, Légendes et Récits de la Gaspésie, t. 2, L'ensecond du monde, Éditions Trois-Pistoles, 2008.
- Contes, Légendes et Récits de l'Acadie, Éditions Trois-Pistoles, 2009.
- La Gaspésie par devant, Éditions Trois-Pistoles, 2011
- L’Âme dépeuplée, Éditions le Dauphin Blanc, 2015
- Le Tour de mon jardin, Écomusée Tracadièche éditeur, Carleton, 2017.
- La Sœur de tout le monde, Marie-Paul Ross, Montréal, Éditions du Cram, Coll. « Portrait », 2017

### Autres
- La Saison des quêteux, nouvelles, Éditions Leméac, 1986.
- Les Palabres du vieux Procule à Désiré, monologues, Éditions du Radar, 1988.
- Les Palabres du vieux Procule à Désiré II,  monologues, Édition du Radar, 1989.
- Le Bon Dieu en culott’ de v’lours, nouvelles, Éditions Guérin littérature, 1990.
- « Coup de langue », dans Fragments, recueil de textes pour souligner l’Année mondiale de l’alphabétisation, Inéditions de la revue Écrits, 1990.
- « Le Bouc décorné », dans Une douzaine de treize, nouvelles, Éditions Humanitas, 1991.
- « Le Duvet par-dessus la plume » dans Les Adieux du Québec à Yves Dubé, Éditions Guérin littérature, 1992.
- Quand l’œil se plaît, la fesse se place, monologues, Éditions Humanitas, 1992.
- L’errance est aussi un pays, nouvelles, Éditions Guérin littérature, 1992.
- « L’Œil du dire » dans Lettres de survie, prose, Éditions Humanitas, 1992.
- « De fil en quenouilles », dans Maurice Joncas, Images et Mirages, préface, Éditions Humanitas, 1992.
- « La Baie de Saint-Lunaire », dans Les Îles de l’âme, nouvelles, Éditions Humanitas, 1993.
- Les Faits et Dicts de Cabert à Pierrot, nouvelles, Éditions Guérin littérature, 1994.
- « Le Trou dans le menton » dans L’instant fragile, nouvelle-prose, Éditions Humanitas, 1995.
- Abécédaire de la mer, France, Grandir, 2000.

## Honneurs
- 1984 : bourse du ministère des Affaires culturelles pour des stages d’études sur le patois en France et en Belgique.
- 1986 : bourse du ministère des Affaires culturelles pour des stages d’études sur le patois en France et en Belgique.
- 1990 : prix Jovette-Bernier[1]
- 1990 : prix du Mérite culturel gaspésien
- 1994 : prix France-Acadie
- 1996 : prix Rosaire-Vigneault
- 1998 : Prix Arthur-Buies pour l’ensemble de son œuvre
- 1999 : médaille d’argent de La Renaissance française pour son engagement à travers la Francophonie
- 2003 : prix Gasparic, en Roumanie, pour la traduction de son œuvre poétique en roumain
- 2005 : prix Mnémo Culture et Traditions du Québec pour son ouvrage intitulé Têtes de violons
- 2009 : lauréat du prix Acadie-Québec[2]
- 2012 : prix Reconnaissance à la création artistique du Conseil des arts et des lettres du Québec[3]